# Стрингер (морски термин)
Стрингер е надлъжен елемент от набора на корпуса на съда.
Стрингерите биват дънни или бордови. В надлъжната система на набор са греди на главното направление, а при напречната – кръстосани връзки. Стрингерите, в зависимост от системата на набора, носят надлъжното натоварване на огъване (при надлъжната система на набор), разпределят натоварването между съседните шпангоути, или са за шпангоутите междинни опори (при напречната система на набор).
Бордовите стрингери са надлъжни греди от набора на бордовото покритие. При надлъжната система на набора бордови стрингер се нарича профилната (усилена) надлъжна балка на набора, като правило с „Т“ образен профил. Останалите надлъжни греди се наричат носещи ребра и се номерират от дъното към палубата. При напречната система на набор бордовите стрингери се делят на носещи и разпределящи (междуребрени). Носещи стрингери се използват и при т.нар. рамкова система на набор за ледово усилване – за да се усили конструкцията шпангоутите се свързват към носещ стрингер, минаващ между шпангоутите от рамката. Благодарение на това може да се намали размерът на профила на бордовите шпангоути, да се намали теглото на цялата конструкция и да се увеличи полезния обем на трюмовете. Разпределящите стрингери се поставят между шпангоутите и разпределят натоварването между тях, като осигуряват плоската форма на извивката на покритието.
Дънните стрингери са надлъжни греди от набора на дънното покритие. Аналогично на бордовите, дънни стрингери се наричат балките, поставени по цялата височина на второто дъно, надлъжните балки на дънната обшивка и настила на второто дъно се наричат носещи ребра и се номерират от кила към бордовете.